# Wojciech Świtała
Wojciech Świtała (ur. 5 października 1967 w Rudzie Śląskiej) – polski pianista i pedagog. 

## Życiorys
Absolwent Akademii Muzycznej im. K. Szymanowskiego w Katowicach w klasie fortepianu Józefa Stompla. W latach 1991–1996 doskonalił swoje umiejętności pianistyczne pod kierunkiem Karla-Heinza Kämmerlinga, André Dumortiera i Jeana-Claude’a Vanden Eyndena.
Jest laureatem międzynarodowych konkursów pianistycznych: w Bardolino (Włochy, I nagroda), Międzynarodowego Konkursu im. Marguerite Long i Jacques’a Thibaud w Paryżu w 1992 (II Grand Prix, nagroda publiczności, nagroda dla najlepszego Europejczyka) oraz w Montrealu. Na XII Międzynarodowym Konkursie Pianistycznym im. Fryderyka Chopina w Warszawie (1990) otrzymał nagrodę za najlepsze wykonanie poloneza oraz kilka nagród pozaregulaminowych.
Koncertował w większości krajów europejskich, Argentynie, Maroku, Zjednoczonych Emiratach Arabskich, Libii, USA i Kanadzie. Występował z wieloma polskimi orkiestrami symfonicznymi, między innymi z Sinfonią Varsovią, Filharmonią Krakowską, Filharmonią Śląską) pod batutą takich dyrygentów jak: Jan Krenz, Tadeusz Strugała, Volker Schmidt-Gertenbach, Krzysztof Missona, Jerzy Katlewicz, Mirosław Jacek Błaszczyk, Tomasz Bugaj.
Oprócz działalności solistycznej pianista chętnie sięga po utwory kameralne, wykonując je ze skrzypkami Szymonem Krzeszowcem i Piotrem Pławnerem oraz sopranistką Ewą Iżykowską, a także z Kwartetem Śląskim, Kwartetem Camerata, Royal String Quartet i Orkiestrą Aukso.
Od 1998 zajmuje się również pracą pedagogiczną – jest profesorem uczelni w Katedrze Fortepianu Akademii Muzycznej im. Karola Szymanowskiego w Katowicach. Wcześniej pełnił również funkcję prorektora ds. dydaktyki i nauki (2008–2012), a następnie był kierownikiem Katedry Fortepianu w tej uczelni (2012–2016). Prowadzi krajowe i zagraniczne warsztaty pianistyczne. Jest pomysłodawcą i głównym organizatorem odbywających się od 2010 roku Międzynarodowych Pianistycznych Kursów Mistrzowskich w Katowicach. W 2014 został powołany do Rady Programowej Narodowego Instytutu Fryderyka Chopina.
Pełnił też funkcję jurora takich konkursów pianistycznych jak: Międzynarodowy Konkurs im. Marguerite Long i Jacques'a Thibaud w Paryżu (2009), Międzynarodowy Konkurs Pianistyczny im. Ignacego Jana Paderewskiego w Bydgoszczy (2010, 2013), Ogólnopolski Konkurs im. Fryderyka Chopina w Warszawie (2007, 2008, 2010, 2012, 2015, 2016), Konkurs na stypendia fundacji Yamaha, Konkurs EPTA w Krakowie i innych. Zasiadał w jury XVII i XVIII Międzynarodowego Konkursu Pianistycznego im. Fryderyka Chopina w Warszawie. W 2016 był jurorem konkursów im. Artura Rubinsteina w Pekinie i im. Vladimira Horowitza w Kijowie, w 2017 IV Międzynarodowego Konkursu Pianistycznego „Halina Czerny-Stefańska in memoriam” w Poznaniu, a w 2018 I Międzynarodowego Konkursu Chopinowskiego na Instrumentach Historycznych w Warszawie. W październiku 2024 ogłoszono, iż będzie on jednym z jurorów XIX Międzynarodowego Konkursu Pianistycznego im. Fryderyka Chopina, który odbędzie się w 2025.

## Nagrania
Świtała nagrał kilkanaście płyt z muzyką Ferenca Liszta, Roberta Schumanna, Johannesa Brahmsa, Claude’a Debussy'ego, Karola Szymanowskiego, Juliusza Zarębskiego i przede wszystkim Fryderyka Chopina dla wytwórni: BeArtOn, Polskie Nagrania, Dux, Sony Music Polska oraz IMC. Zarejestrował chopinowskie Scherza, Wariacje, Ronda, Walce i inne utwory wydane przez BeArtOn w ramach „Wydania Narodowego” (seria A).
2007 opublikowany został album wydany przez Narodowy Instytut Fryderyka Chopina z utworami Chopina wykonanymi przez Świtałę na dwóch fortepianach historycznych – fortepianie Pleyela z 1848 i na fortepianie marki Érard z 1849. Były to 24 Preludia op. 28 (Pleyel) oraz Andante spianato i Wielki Polonez op. 22 (Érard). W 2013 album ten uzyskał certyfikat złotej płyty. W 2011 nagrał Ballady, Nokturny i Scherzo, wykonując je także na fortepianie Pleyela z 1848.
W latach 2000 i 2005 jego płyty dwukrotnie zostały wyróżnione nagrodą „Grand Prix du Disque Frederic Chopin”, a w 2002 otrzymał wraz z Szymonem Krzeszowcem nagrodę „Fryderyk 2002” za płytę zw wszystkimi sonatami na skrzypce i fortepian Johannesa Brahmsa.
Został odznaczony Srebrnym (2005) i Złotym (2023) Krzyżem Zasługi.